# Aplysina applicata
Aplysina applicata är en svampdjursart som först beskrevs av Duchassaing och Giovanni Michelotti 1864.  Aplysina applicata ingår i släktet Aplysina och familjen Aplysinidae. Inga underarter finns listade i Catalogue of Life.